# Wilhelm Hackman
Wilhelm Hackman, född 5 juli 1842 i Viborg, död 21 januari 1925 i Viborg, var en finländsk affärsman. 
Han företrädde ätten Hackman i ståndslantdagen från 1877. Efter sin fars, Johan Fredrik Hackman den yngres, död 1879 blev han direktör för Hackman & Co, och förde vidare handelshusets traditioner. Under hans nästan sex decennier i företagets ledning utvecklades det till ett konglomerat med mångsidig industriell verksamhet. 
Wilhelm Hackman var också en av grundarna till Föreningsbanken och FÅA samt statens kompanjon då driften vid Outokumpu koppargruva inleddes. Han sålde emellertid sin andel i gruvan till staten 1925.

## Utmärkelser
- Sankt Annas orden, tredje klass,  1879[1]
- Sankt Stanislausorden, andra klassen,  1887[1]
- Sankt Annas orden, andra klass,  1891[1]
- Sankt Vladimirs orden, fjärde klassen,  1898[1]

[Redigera Wikidata]